# Cirneco del Etna
El cirneco del Etna es una raza de perro oriunda de Sicilia. Este tipo de podenco de pequeño tamaño forma parte de un conjunto de razas caninas del Mediterráneo cuyo origen se encuentra en Egipto, y entre las que se encuentra el podenco Ibicenco. Se trata de un perro adaptado a terrenos difíciles, apto para la caza de conejos y liebres.
Diversos estudios genéticos realizados en los últimos años han venido a concluir que contrariamente a la extendida creencia de que el podenco es un tipo de perro primitivo importado hace unos 3000 años de la zona de Oriente Medio, estos perros en realidad guardan estrecha relación genética con el resto de perros de caza europeos y no son más "primitivos" que la mayoría de ellos. Ver estudios sobre el genoma del perro.

## Estándar
Los machos miden entre 46 y 50 cm, y pesan de 10 a 12 kg, y las hembras miden entre 42 y 46 cm, pesando de 8 a 10 kg.
La cabeza es alargada y estrecha y el hocico afilado y puntiagudo, con un stop muy poco pronunciado. La trufa es de color marrón claro, y los ojos, pequeños, pueden ser ocre claro, ámbar o grises.
Las orejas, erguidas, son triangulares y puntiagudas, y están implantadas altas.
El lomo es recto y largo, y el pecho no demasiado amplio, con la musculatura pectoral poco desarrollada, al contrario que las patas, fuertes y con una musculatura bien desarrollada.
La cola, implantada baja, es gruesa y de diámetro uniforme.
El manto, de color tostado o tostado y blanco, tiene un pelaje corto y espeso en la cabeza, orejas y patas, y liso y semilargo en el tronco y la cola.

## Historia

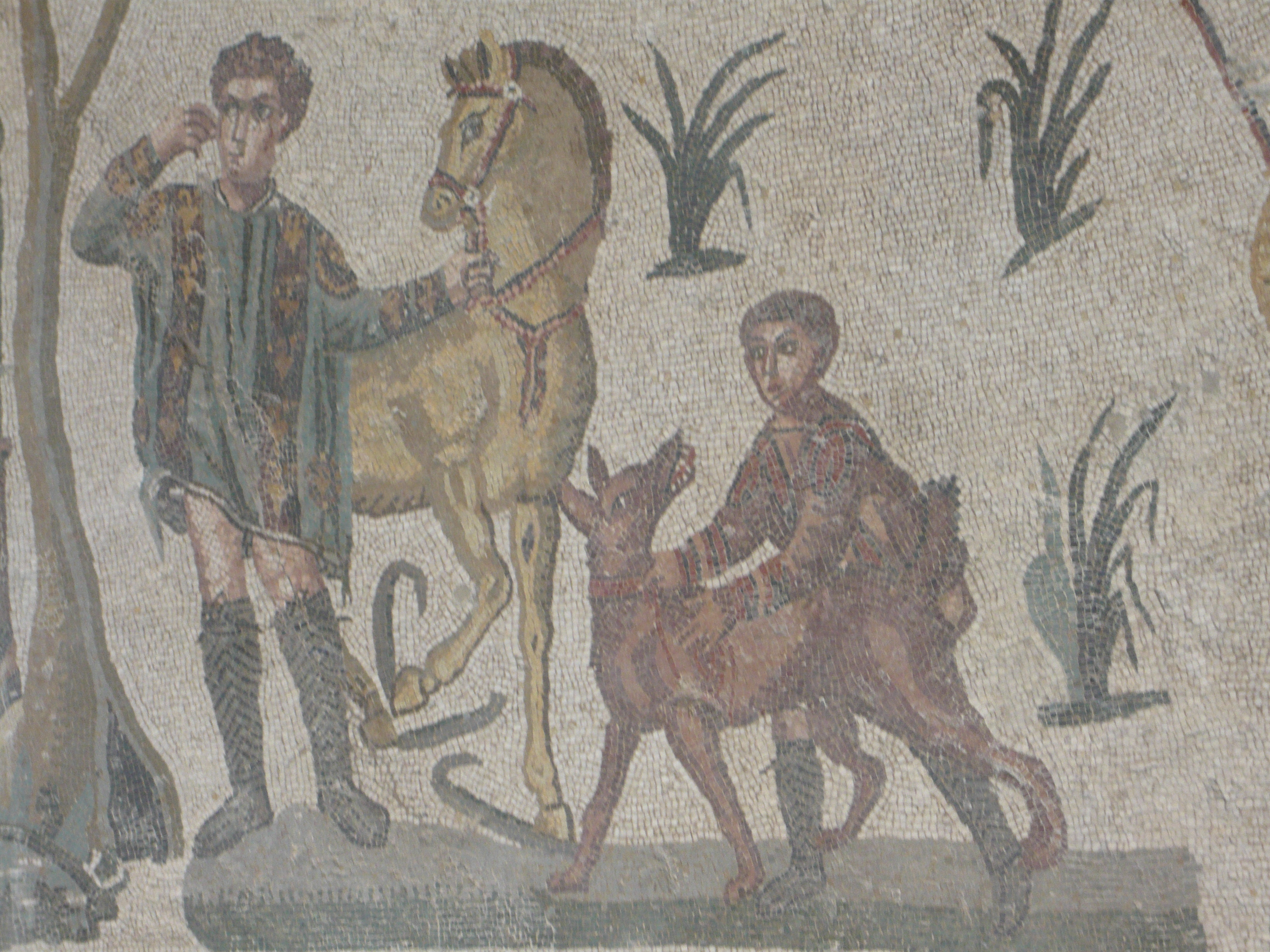
Escena de caza con un Cirneco del Etna - Mosaico de la villa del Casale, Sicilia.

Su nombre puede proceder del de la antigua ciudad de Cirene, donde Aristóteles, en De natura animalium, dice haber visto un perro cuya descripción coincide con la de este.
Aunque parece claro que la raza es autóctona de Sicilia, es posible que fuese anterior a la civilización egipcia, y que hubiese sido llevado al norte de África por los fenicios. Esta hipótesis se vería confirmada por la existencia de una estatuilla hallada cerca de Siracusa, datada alrededor del 4000 a. C.

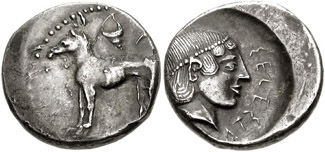
Moneda de Segesta con un cirneco en el anverso, 400 a. C.

Se encuentran representaciones del cirneco en monedas sicilianas del siglo Vl al siglo III a. C., y parece que se le tenía en gran consideración, como demuestra el hecho de que en una de las monedas halladas en la antigua ciudad siciliana de Segesta se le represente junto a una divinidad fenicia con facciones humanas.
Desde entonces las características de la raza han permanecido prácticamente inalteradas, gracias en gran medida a los campesinos, que conservaron su pureza criándolo por su utilidad para cazar en las pendientes del Etna, de lava solidificada y difícilmente accesibles.